# Betulinska kiselina
Betulinska kiselina je prirodni pentaciklični triterpenoid koji ima antiretroviralna, antimalarijska, i antiinflamatorna svojstva, kao i nedavno otrkiveni potencijal da služi kao antikancerni agens, putem inhibicije topoizomeraze.

## Osobine
Betulinska kiselina je organsko jedinjenje, koje sadrži 30 atoma ugljenika i ima molekulsku masu od 456,700 . 
| Osobina                  | Vrednost |
| ------------------------ | -------- |
| Broj akceptora vodonika  | 3        |
| Broj donora vodonika     | 2        |
| Broj rotacionih veza     | 2        |
| Particioni koeficijent ( | 6,5      |
| Rastvorljivost (logS, log(mol/L))       | -8,6     |
| Polarna površina (PSA, Å2)  | 57,5     |

## Dobijanje betulinske kiseline
Betulinska kiselina je zastupljena u brojnim biljnim vrstama. Posebno u visokoj koncentraciji je prisutna u drvetu breze (Betula spp.) koje je i primarni izvor betulina. Betulin je glavni prekurzor betulinske kiseline. Betulinska kiselina nastaje oksidacijom OH grupe na 28 atomu ugljenika betulina. Ova metoda se koristi i za industrijsko dobijanje.

## Farmakološka dejstva betulinske kiseline
Istraživanja ukazuju da betulinska kiselina ispoljava širok spektar farmakoloških dejstava: antiinflamatorno, antimalarično, anti-HIV, hepatoprotektivno, anthelmintično, antidepresivno i antioksidativno. Najznačajnije je njeno antikancerogeno delovanje na različitim tumorskim ćelijama, uključujući hepatom, rak dojke, kancer prostate, kancer pankreasa, kolorektalni kancer i hronične mijeloidne leukemije.Antikancorogena aktivnost se ogleda u supresiji rasta, proliferacije i preživljavanja kancerskih ćelija najčešće zaustavljanjem ćelijskog ciklusa u G-1 fazi i indukcijom apoptoze bez citotoksičnog dejstva na zdrave ćelije.

## Faktori koji utiču na terapijsku efikasnost betulinske kiseline
Terapijska efikasnost je ograničena njenom slabom rastvorljivošću u vodi i kratkim poluvremenom života. Istraživanja su usmerena ka poboljšanju rastvorljivosti i efikasnosti upotrebom nanočestica, ciklodekstrina i lipozoma.

## Literatura
- Clayden, Jonathan; Greeves, Nick; Warren, Stuart; Wothers, Peter (2001). Organic Chemistry (I изд.). Oxford University Press. ISBN 978-0-19-850346-0.
- Smith, Michael B.; March, Jerry (2007). Advanced Organic Chemistry: Reactions, Mechanisms, and Structure (6th изд.). New York: Wiley-Interscience. ISBN 0-471-72091-7.
- Katritzky A.R.; Pozharskii A.F. (2000). Handbook of Heterocyclic Chemistry (Second изд.). Academic Press. ISBN 0080429882.